# Erucaria ollivieri
Erucaria ollivieri är en korsblommig växtart som beskrevs av René Charles Maire. Erucaria ollivieri ingår i släktet Erucaria och familjen korsblommiga växter. Inga underarter finns listade i Catalogue of Life.